# Pachanga
A Pachanga egy kéttagú reggaeton együttes a Puerto Ricó-i San Juanból. A formáció 2004-ben alakult. Tagjai: Jay Del Alma (1980. október 27., Brazília) és Rico Caliente (1976, Spanyolország). Jay Del Alma angolul énekel, Rico Caliente spanyolul énekli a rapbetéteket.
A Loco című számukkal 2005-ben váltak híressé a német slágerlistákon a 17. helyig jutottak. Az MTV csengőhanglistáján az 1. helyezést érték el.
2006-ban megjelent a Close to you című dalukkal a 16. helyet érték el.

## Jay Del Alma
Diplomatacsaládban született Brazíliában. Sokat utazott. Járt Peruban és Paraguayban is. Jay végül Puerto Ricóban találkozott zenésztársával, Rico Caliente-vel 2004-ben. 2005-2006-ban a Loco és a Close to you számaikkal meghódították az európai slágerlistákat.
2009-ben Jay Del Alma szólókarrierbe kezdett. Az egyik európai turnéjuk során Jay megismerkedett Németországban a szerelmével. Ez volt az oka, hogy Németországban telepedett le.  Első így készült dala a Mi Corazón (Te vagy a szívem) a német Media Control Charts-on a 28. helyet ért el 2009-ben, és 46. lett az Airplay Charts-on. De boldogságuk rövid életű volt. Azért, hogy átjusson a fájdalmas szétváláson, Jay belevetette magát a munkába. Így készült el az első szólóalbuma De mi corazón címmel majd a ¿cómo estás?. A dalait spanyolul énekli német zenésztársaival.
A 2010-ben kiadott De mi corazón c. albumon együtt énekel Rico Calientével egy szám erejéig.

## Az új Pachanga
Jay Del Alma elköltözött Miami-ba (USA). Összeállt Sesman-nal és elkészítették 2015-ben a Vida Positiva c. számukat. Ez 2015. júniusi adatok alapján szerepel a Top 10-ben a német DJ Black/Pop Charts-on. Mostani zenei stílusuk: latin, urban, Hip Hop és pop.

## Diszkográfia

### Pachanga
- 2005 Loco
- 2006 Close to You
- 2006 Recontra locos latinos (Album)
- 2007 I Don't Like Reggae-Ton
- 2008 La revolucion de pura raza (Album)
- 2008 Calienta
- 2011 M.P.3 (Part One) – Mas Pachanga Tres (Album)

### Jay Del Alma szólólemezei
- 2009 Mi corazón
- 2010 Bésame
- 2010 De mi corazón – Best of Deutsche Hits im Latin Style (Album)
- 2013 Dame tu mano
- 2013 Marlene
- 2013 ¿sexy cómo estás?
- 2013 ¿cómo estás? – Best of Deutsche Hits im Latin Style – Vol.2 (Album)
- 2014 Hola, bla bla

### Az új Pachanga
- 2015 Vida Positiva
- 2015 Vida Positiva[3] (remixek)
- 2015 La Era Positiva[4] (Album)

## Helyezés és eladási adatok
Az egyes országok slágerlistáin való összesített helyezések.
| Szám címe               | Ausztria                | Svájc                   | Németország             | Megjegyzés    |
| ----------------------- | ----------------------- | ----------------------- | ----------------------- | ------------- |
| Loco                    | 51. (13 hétig 2005-ben) | 80. (11 hétig 2005-ben) | 17. (13 hétig 2005-ben) | Rico Caliente |
| Close to you            | 32. (6 hétig 2006-ban)  | -                       | 16. (9 hétig 2006-ban)  | Rico Caliente |
| I don't like reggae-ton | –                       | –                       | 34. (5 hétig 2007-ben)  | Rico Caliente |
| Caliente                | –                       | –                       | 100. (1 hétig 2008-ban) | Rico Caliente |
| Mi corazón              | -                       | –                       | 29. (6 hétig 2009-ben)  | Jay Del Alma  |
| Vida positiva           | –                       | –                       | Top10 (2015-ben)        | Sesman        |

## Fordítás
- Ez a szócikk részben vagy egészben  a   Pachanga_(Band) című német Wikipédia-szócikk fordításán alapul.  Az eredeti cikk szerkesztőit annak laptörténete sorolja fel. Ez a jelzés csupán a megfogalmazás eredetét és a szerzői jogokat jelzi, nem szolgál a cikkben szereplő információk forrásmegjelöléseként.